# Ochna obtusata
Ochna obtusata är en tvåhjärtbladig växtart som beskrevs av Dc.. Ochna obtusata ingår i släktet Ochna och familjen Ochnaceae. Inga underarter finns listade i Catalogue of Life.

## Bildgalleri

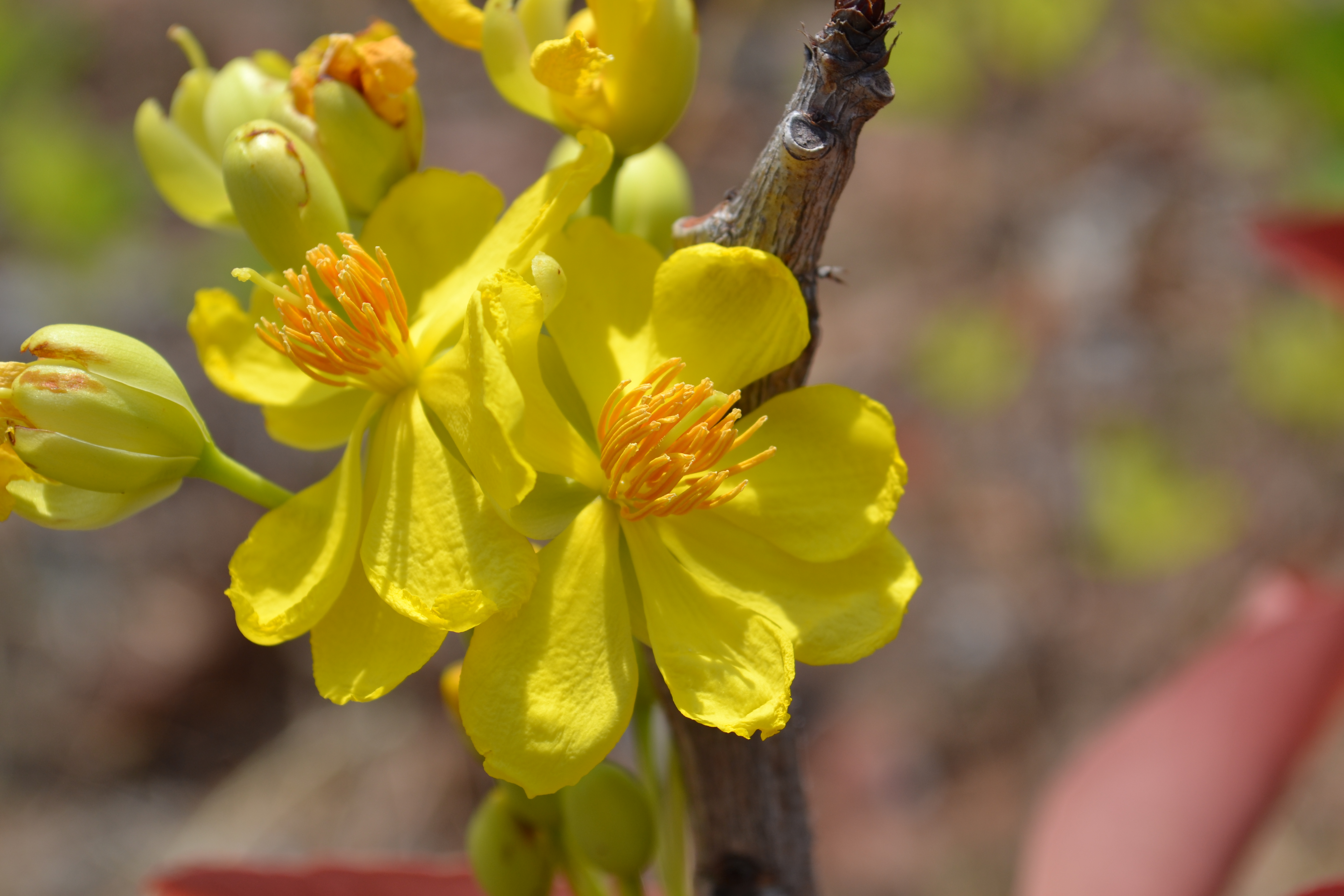
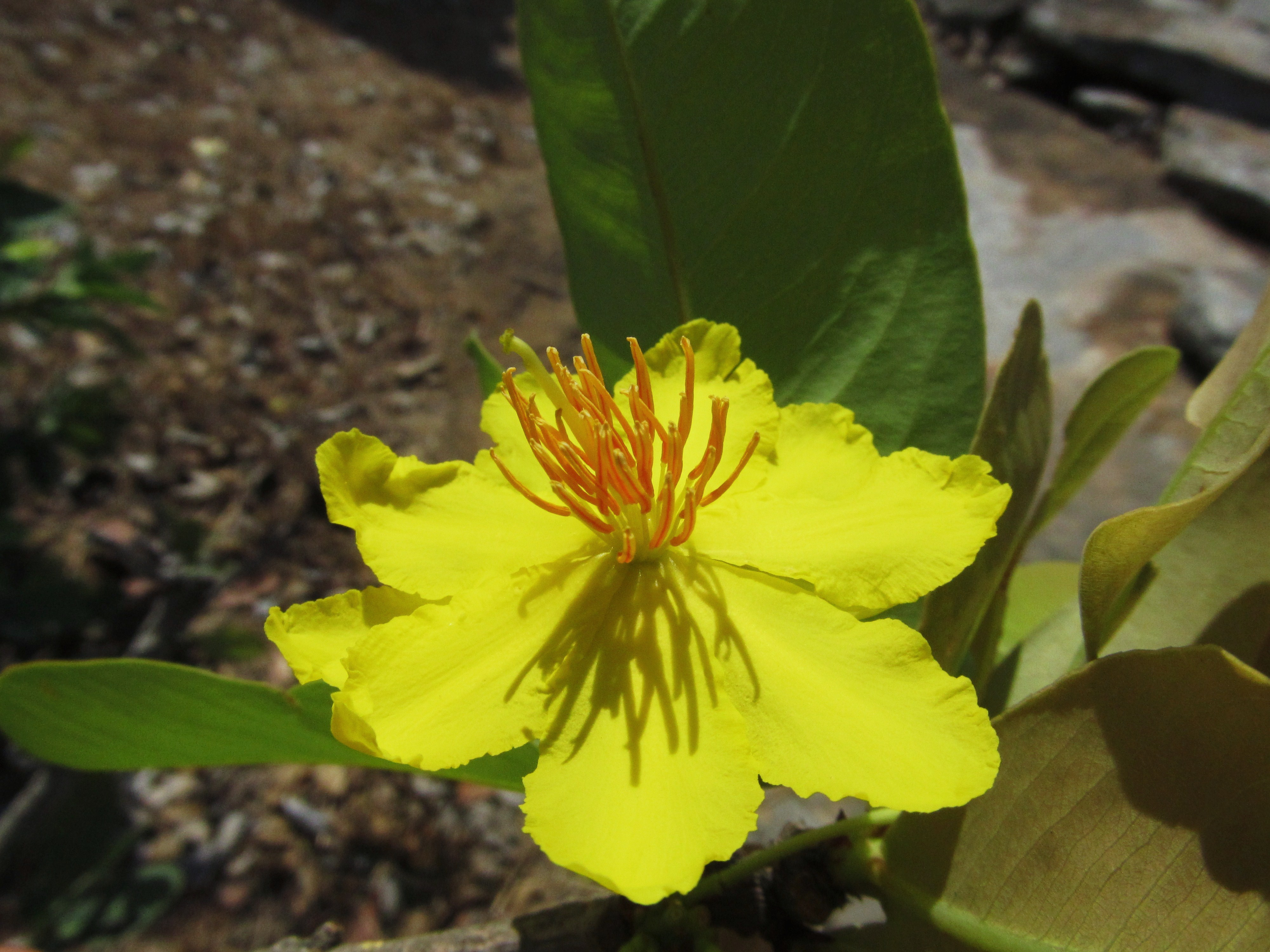
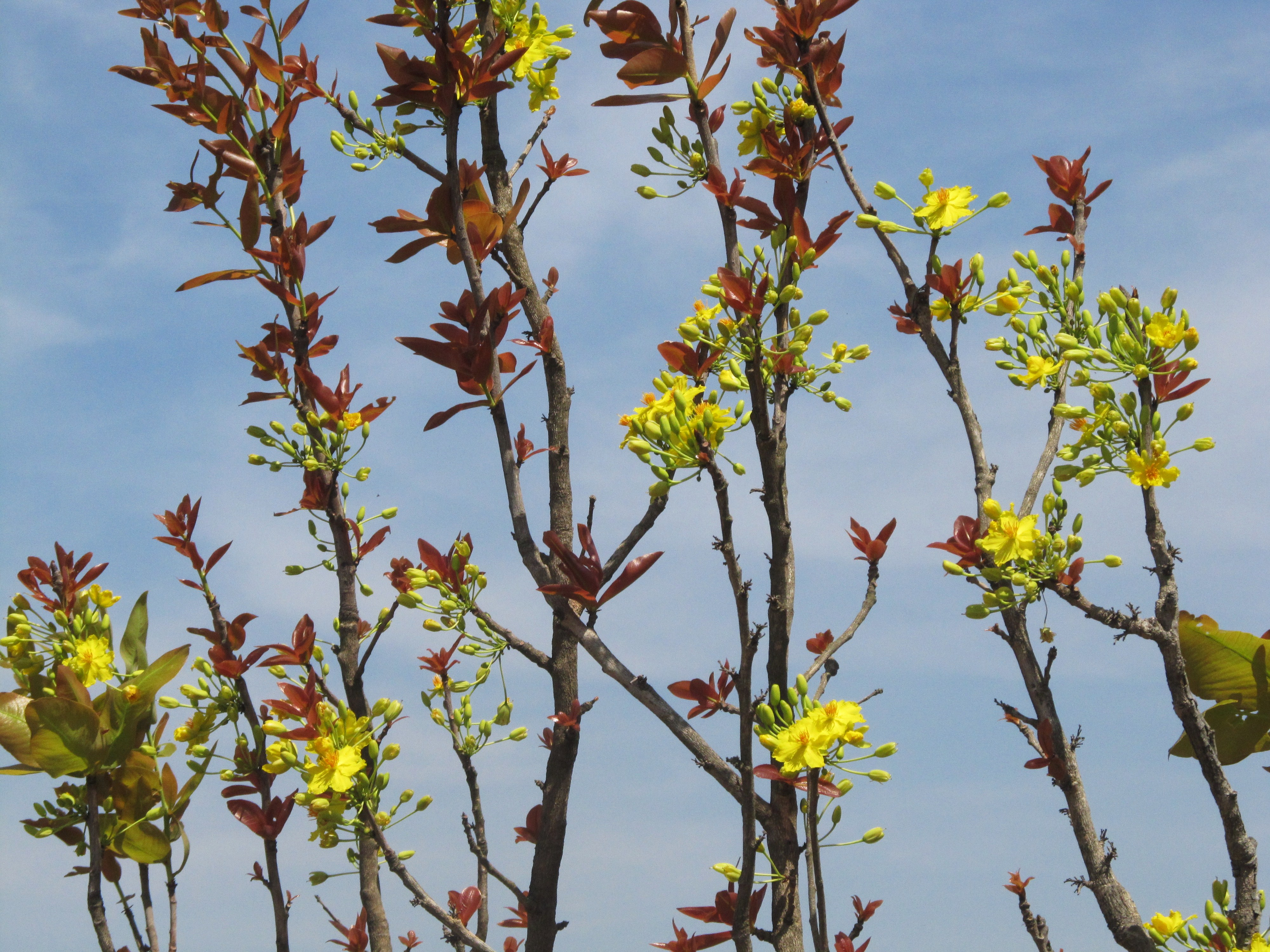